# Newtonia leucocarpa
Newtonia leucocarpa là một loài thực vật có hoa trong họ Đậu. Loài này được (Harms) G.C.C.Gilbert & Boutiqu miêu tả khoa học đầu tiên.